# Полиархија
Полиархија је облик владавине у којем је моћ подељена између више чинилаца. Није ни диктатура ни демократија. Први пут је имплементирана у Сједињеним Америчким Државама и Француској, а касније се проширила на многе друге државе.